# Spoorlijn Freiburg - Colmar
De spoorlijn Freiburg (Breisgau) - Colmar ook wel Breisacher Bahn en ook wel Colmarer Bahn genoemd is voor een deel een Duitse spoorlijn als lijn 4310 onder beheer van DB Netze en voor een deel een Franse spoorlijn als lijn 120 000 onder beheer van Réseau ferré de France (RFF).

## Geschiedenis
Het gedeelte tussen Freiburg en Breisach werd door de Großherzoglich Badische Staatseisenbahnen geopend op 14 september 1871. Het gedeelte tussen Breisach en Colmar werd geopend door de Reichseisenbahnen in Elsaß-Lothringen geopend op 5 januari 1878.
Tijdens de Tweede Wereldoorlog werd de Rijnbrug bij Breisach eerst in 1939 opgeblazen, daarna gerepareerd en uiteindelijk tijdens de Duitse terugtrekking in 1945 voorgoed vernietigd. Sindsdien is de route onderbroken.
Het passagiersverkeer op het Franse deel eindigde in 1969.

## Treindiensten
De Deutsche Bahn verzorgt het personenvervoer op het Duitse gedeelte van de spoorlijn met S-Bahn treinen. Op het Franse gedeelte van de spoorlijn vindt alleen goederenvervoer plaats.
| Serie | Treinsoort | Route                                                     | Bijzonderheden |
| ----- | ---------- | --------------------------------------------------------- | -------------- |
| S1    | S-Bahn     | Breisach – Gottenheim – Freiburg (Breisgau) Hbf – Titisee |                |

## Aansluitingen
In de volgende plaatsen is of was er een aansluiting op de volgende spoorlijnen:
Freiburg (Breisgau) Hauptbahnhof
DB 4000, spoorlijn tussen Mannheim en Konstanz
DB 4300, spoorlijn tussen Freiburg en Donaueschingen
aansluiting Heidenhof
DB 4313, spoorlijn tussen Freiburg Güterbahnhof en de aansluiting Heidenhof
Gottenheim
DB 9432, spoorlijn tussen Riegel Ort en Gottenheim
Breisach
DB 9431, spoorlijn tussen Riegel en Breisach
Neuf-Brisach
RFN 123 000, spoorlijn tussen Neuf-Brisach en Bantzenheim
Colmar-Sud
RFN 121 000, spoorlijn tussen Colmar-Sud en Bollwiller
Colmar
RFN 115 000, spoorlijn tussen Strasbourg-Ville en Saint-Louis
RFN 119 000, spoorlijn tussen Colmar-Central en Metzeral
RFN 129 000, spoorlijn tussen Colmar-Central en Marckolsheim
RFN 137 000, spoorlijn tussen Logelbach en Lapoutroie

## Galerij

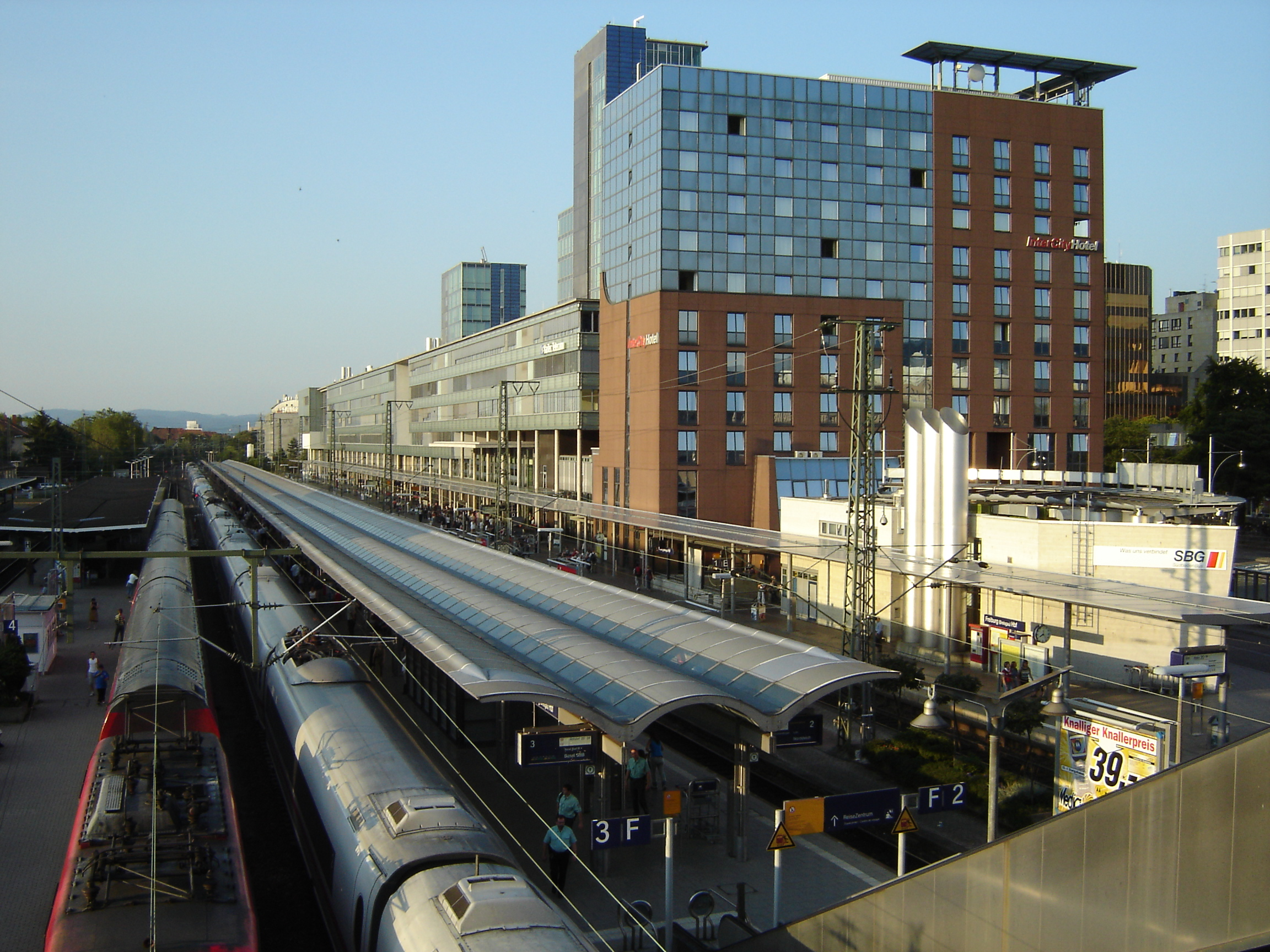
Freiburg (Breisgau) Hauptbahnhof
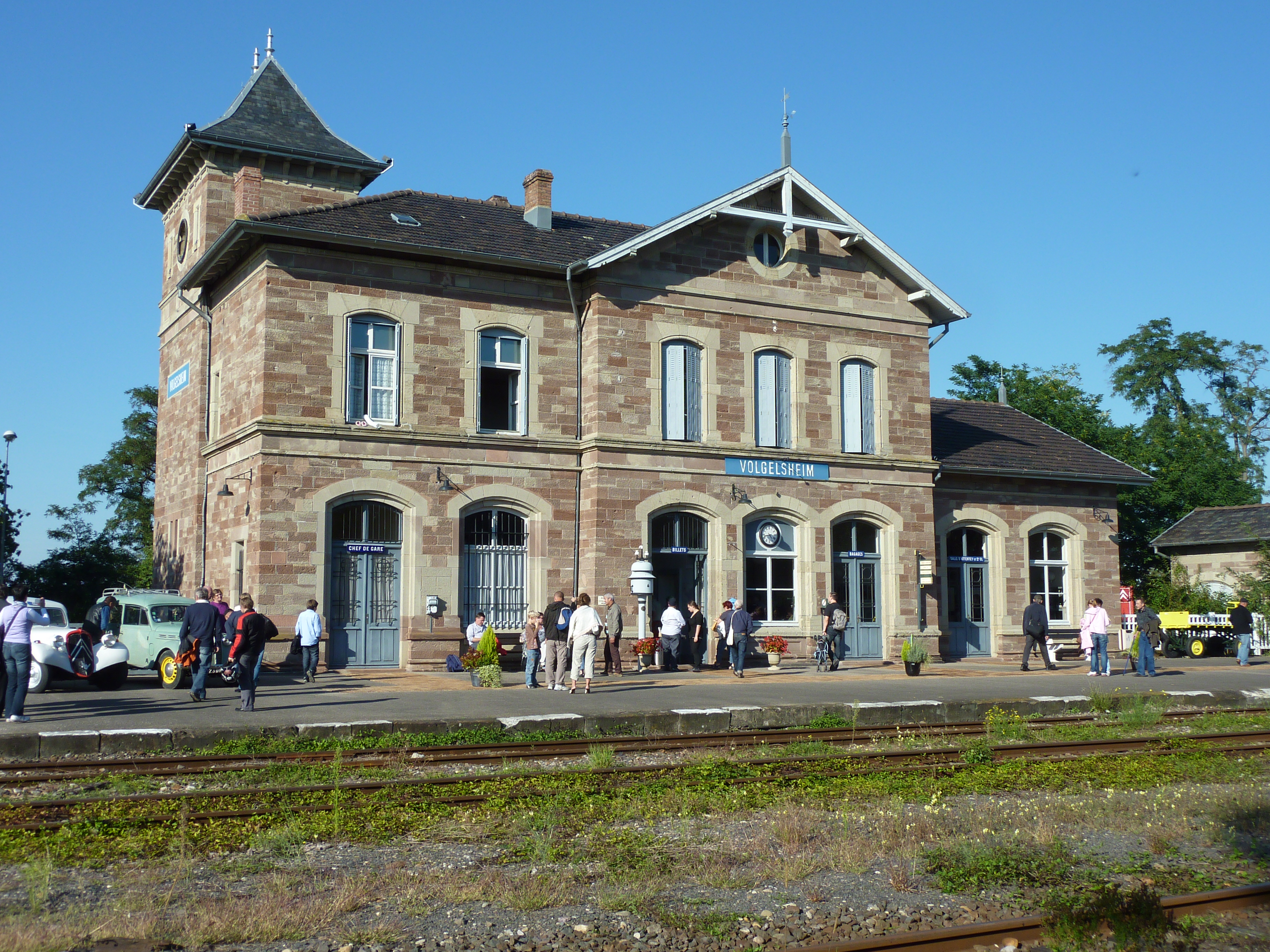
Station Volgelsheim
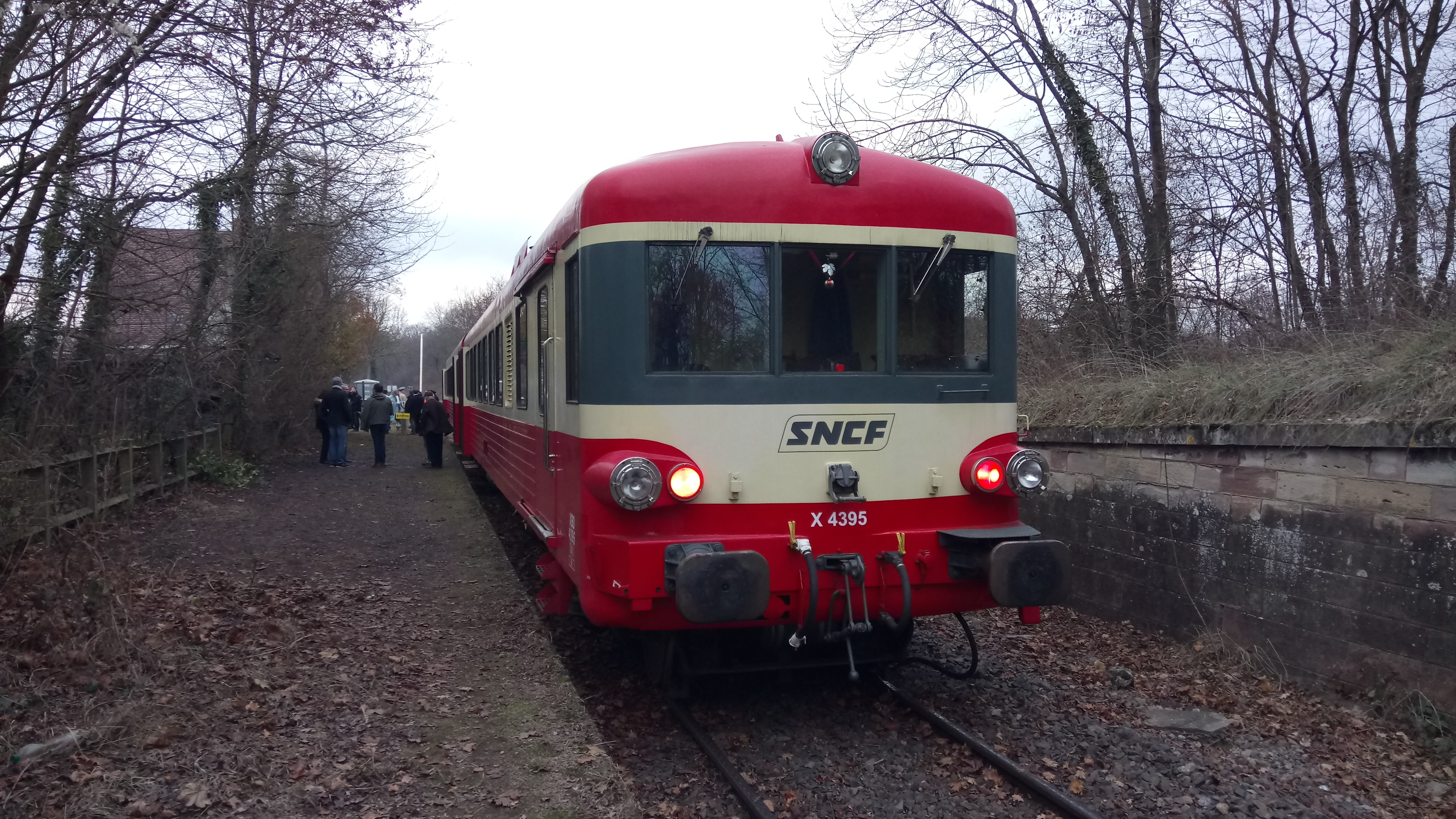
Speciale trein in Neuf-Brisach in december 2016